# Bosc-le-Hard
Bosc-Le-Hard là một xã thuộc tỉnh Seine-Maritime trong vùng Normandie miền bắc nước Pháp.

## Huy hiệu
| Arms of Bosc-Le-Hard | The arms of Bosc-Le-Hard are blazoned: Gules, a pascal lamb Or haloed argent, holding a long cross from which flies a banner Or charged a cross gules, and a chief azure. |

## Dân số
| Năm | 1962 | 1968 | 1975 | 1982 | 1990 | 1999 | 2006 |
| --- | ---- | ---- | ---- | ---- | ---- | ---- | ---- |
| Dân số | 825  | 876  | 1224 | 1178 | 1271 | 1411 | 1469 |
| From the year 1962 on: No double counting—residents of multiple communes (e.g. students and military personnel) are counted only once. |      |      |      |      |      |      |      |

## Thị trấn kết nghĩa
- Goldenstedt, Đức, từ năm 1989